# Andreas Stokbro
Andreas Stokbro Nielsen (Brøndby, 4 de agosto de 1997) é um ciclista profissional dinamarquês, membro da equipa TDT - Unibet Cycling Team

## Palmarés
- 2016
  - 1 etapa do ZLM Tour

- 2018
  - 1 etapa do Tour da Estónia

- 2019
- Tour de Flandres sub-23[1]
- Grande Prêmio Herning

2022
- 1 etapa Tour du Loir et Cher
- 1 etapa Oberösterreich Rundfahrt

2023
- venceu Gylne Gutuer
- venceu Grand Prix de la Ville de Lillers Souvenir Bruno Comini